# Árboles y arbustos nuevos de Venezuela
Árboles y arbustos nuevos de Venezuela (abreviado Arb. Arbust. Venez.) es un libro con ilustraciones y descripciones botánicas que fue escrito por el ingeniero, geógrafo, pintor, naturalista y botánico suizo Henri Pittier y publicado en 10 partes en Caracas en los años 1921 - 1929.